# مسجد شعیا و امامزاده اسماعیل
مسجدشعیا و امامزاده اسماعیل مربوط به دوره سلجوقیان است و در اصفهان، میدان امام علی، خیابان هاتف واقع شده و این اثر در تاریخ ۱۵ دی ۱۳۱۰ با شماره ثبت ۱۱۲ به‌عنوان یکی از آثار ملی ایران به ثبت رسیده‌است.

## امامزاده اسماعیل و نسب وی
وی از نوادگان حسن مجتبی می‌باشد. نسب وی با دو اختلاف به صورت زیر در کاشی‌ها و منبت کاری چنین ثبت شده‌است:
1. اسماعیل بن دیباج بن ابراهیم غمر بن حسن بر حسن مجتبی (جد سادات طباطبایی)
2. اسماعیل بن حسن بن زید بن حسن مجتبی (کتیبه کاشیکاری سردر)
3. اسماعیل بن زید بن حسن مجتبی (کتیبه چوبی بالای مزار)

اما جلال‌الدین همایی معتقد است که این نسب‌ها هر سه اشتباه است و او از اعقاب دورتر زید بن حسن می‌باشد.
صاحب مکیال المکارم، پدر وی (میرزا عبدالرزاق موسوی)، داماد (سید مرتضی موحد ابطحی) و فرزندش (سید محمد فقیه) امام جماعت این مکان بوده‌اند.

## شعیای نبی
به عقیده مردم محل، این امامزاده همچنین مقبره شعیای نبی از پیامبران بنی اسرائیل است.

## میراث فرهنگی
مقبره شیعا در زمان خلافت علی تبدیل به مسجدی شد که جامع خوشینان و بعدها مسجد شیعا نام گرفت. این مسجد اولین مسجد شهر اصفهان بوده‌است.
ساختمان اصلی بنا را را به دوران قبل از اسلام نسبت می‌دهند، اما مناره و قسمتی از ساختمان کنونی متعلق به دوران سلجوقی است. آثاری از دوران صفوی مانند ساختمان بقعه، رواق و صحن بعداً به بنای سلجوقی اضافه شده‌است.
کتیبه سر در رواق بقعه به خط ثلث سفید با کاشی معرق بر زمینه لاجوردی به خط محمدرضا امامی است. تاریخ این کتیبه ۱۰۴۱ هجری قمری است که در زمان شاه صفی جانشین شاه عباس اول نوشته شده و در آن به نام این شاه اشاره شده‌است. در بالای در چوبی بقعه کتیبه دیگری وجود دارد که به خط ثلث است و تعمیرات بنا در زمان شاه سلطان حسین را ذکر کرده‌است. در اطراف بقعه نیز اشعاری به خط نستعلیق بر زمینه لاجوردی به قلم محمد صالح اصفهانی گچبری شده و طی اشعاری تاریخ ۱۱۱۱ هجری را بیان می‌دارد.
درب بسیار ارزشمندی از دوران آل مظفر بین مقبره و دالان امامزاده قرار دارد. بقعه و ساختمان اصلی مربوط به دوران صفوی است.
به گواهی سنگ نبشته‌ها، چند تن از سرشناسان در جوار آن آرمیده‌اند:
1. دختر شاه اسماعیل سوم صفوی به نام «زینت‌نساء بیگم» که در پای درب مقبره به قبرستان جنوبی آن واقع است.
2. محمدهادی میر لوحی از علمای پس از علامه مجلسی

## سنگاب‌ها
در حیاط امامزاده اسماعیل دو سنگاب وجود دارد که در دو نبش شرقی و غربی حوض قرار گرفته‌اند.
سنگاب شرقی: کتیبه‌ای که شامل صلوات به چهارده معصوم است به صورت برجسته و به خط ثلث بر اطراف لبه این سنگاب تراشیده شده‌است، و بقیه بدنه حاوی نقوش گل و بته برجسته است. پایه سنگاب چهارگوش است. علاوه بر کتیبه ذکرشده، نوشته دیگری هم به این شرح بر روی سنگاب دیده‌می‌شود: «وقف نمود بر آستانه حضرت امامزاده اسماعیل این حوض را حاجیه شاهمر بنت حاج میرزا علی جزی برخواری سنه ۱۰۴۹». بر اساس این مدرک، سنگاب در سال ۱۰۴۹ (قمری) برابر با سال ۱۰۱۸ (خورشیدی) که مصادف با حکومت شاه صفی بوده ساخته‌شده‌است.
سنگاب غربی: پایه این سنگاب همانند سنگاب شرقی است. بر روی بدنه خارجی سنگاب کتیبه صلوات بر چهارده معصوم به خط ثلث، و در زیر آن نقشهای تزئینی برجسته در سه ردیف مشخص وجوددارد. پنج کنده‌کاری دایره‌ای شکل که محل قرارگرفتن کاسه‌های آبخوری بوده‌است در لبه سنگاب به چشم می‌خورد.

## نگارخانه

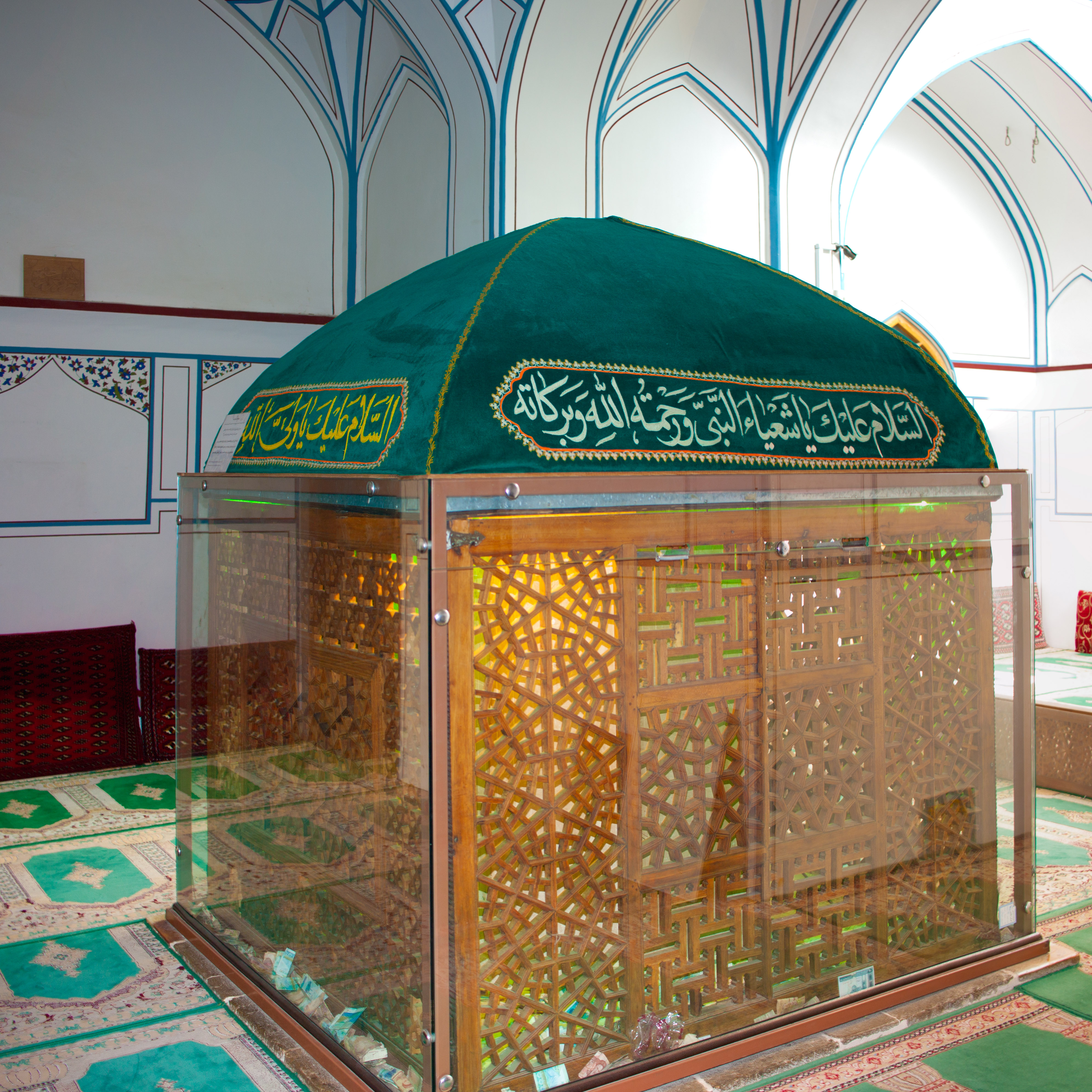
صریح اشعیا
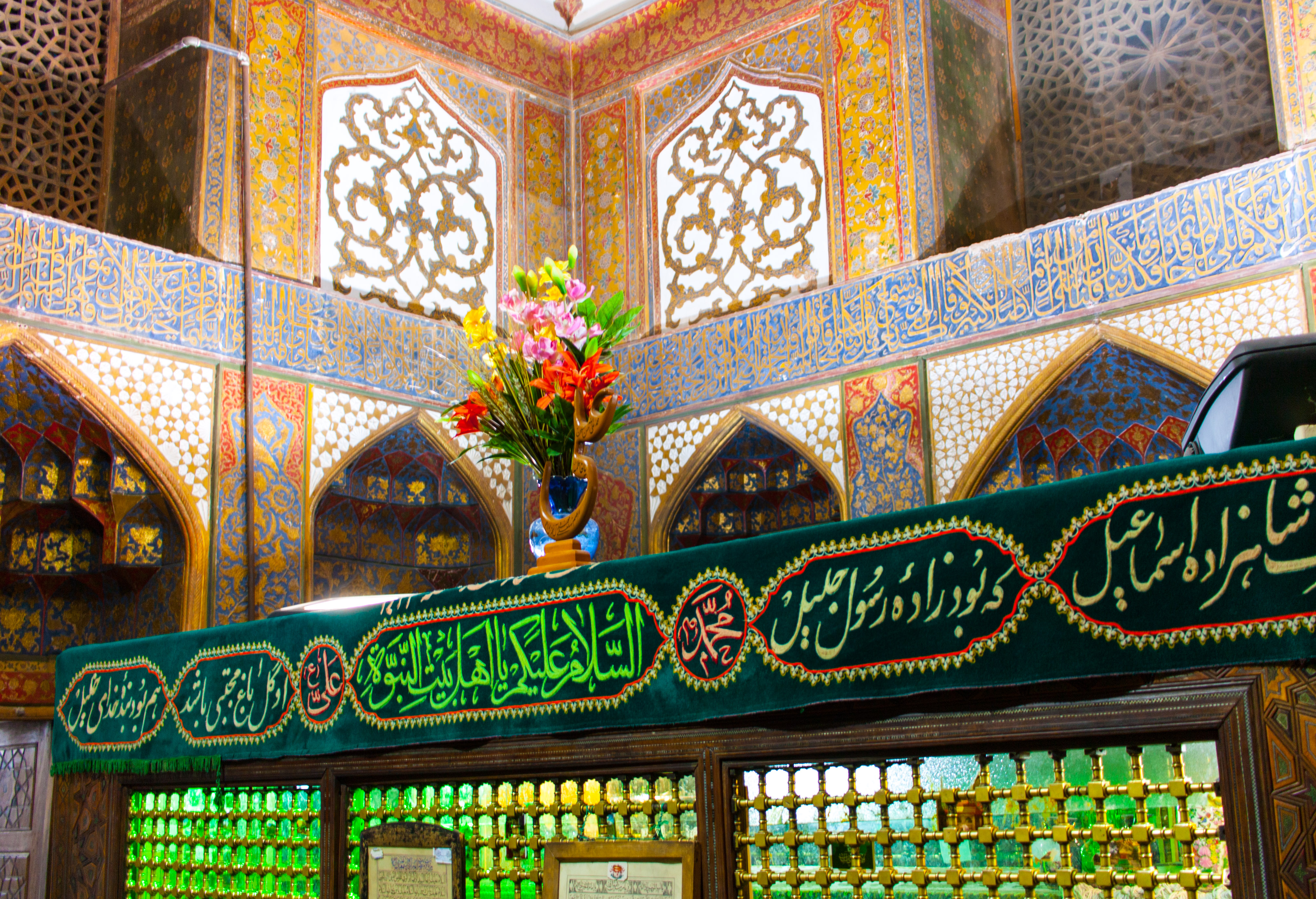
ضریح امامزاده اسماعیل
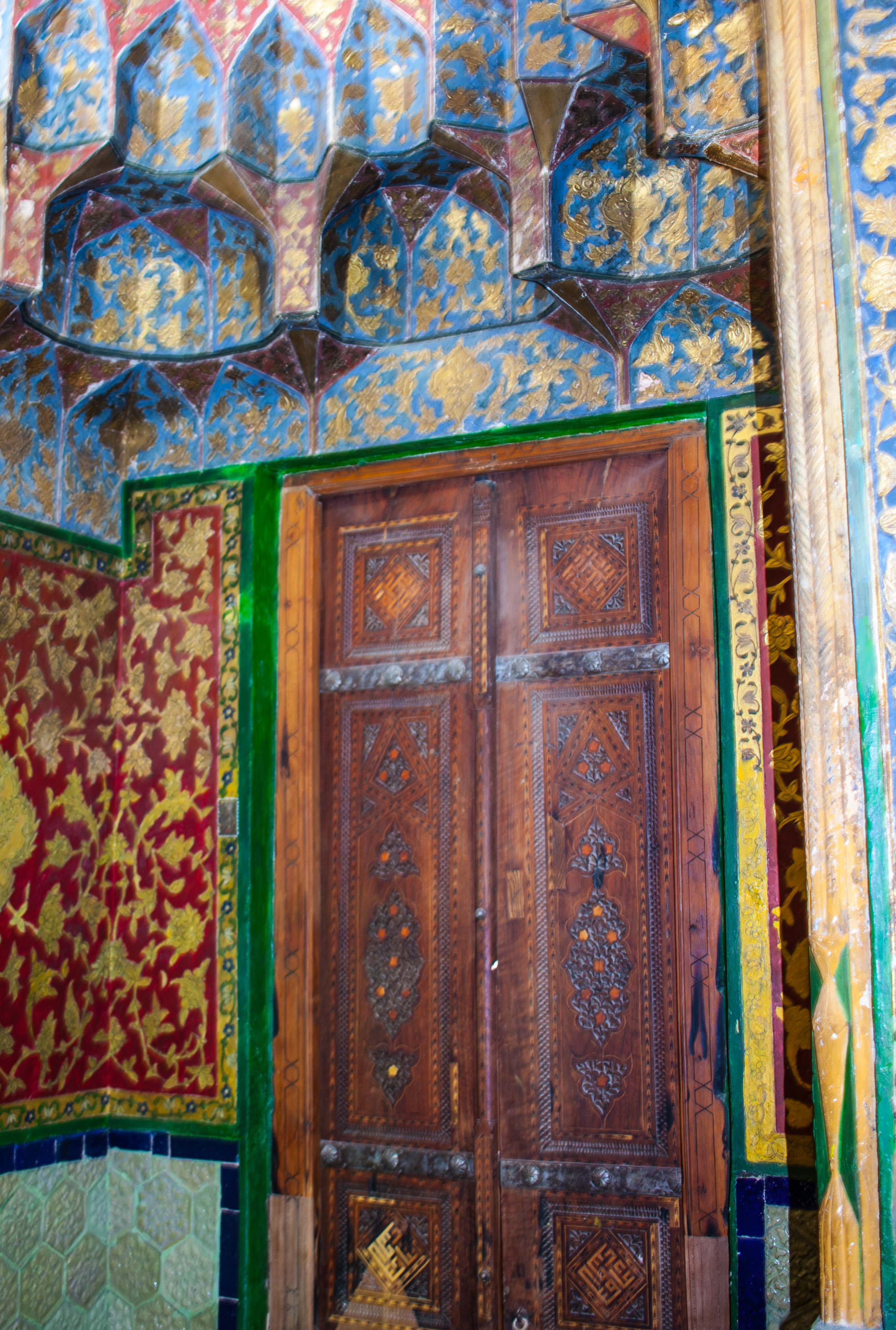
یکی از درها
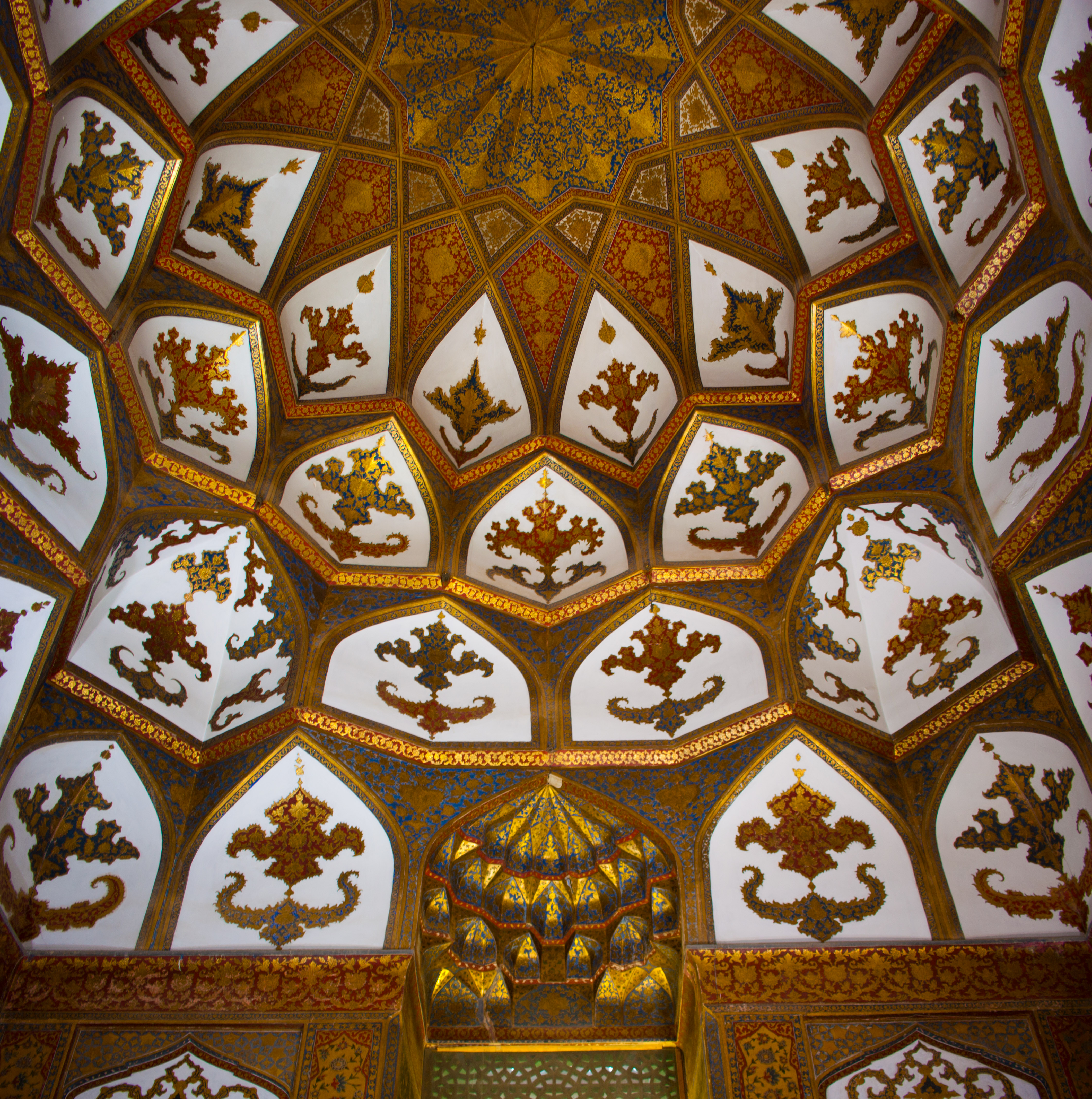
تزینات داخلی سقف
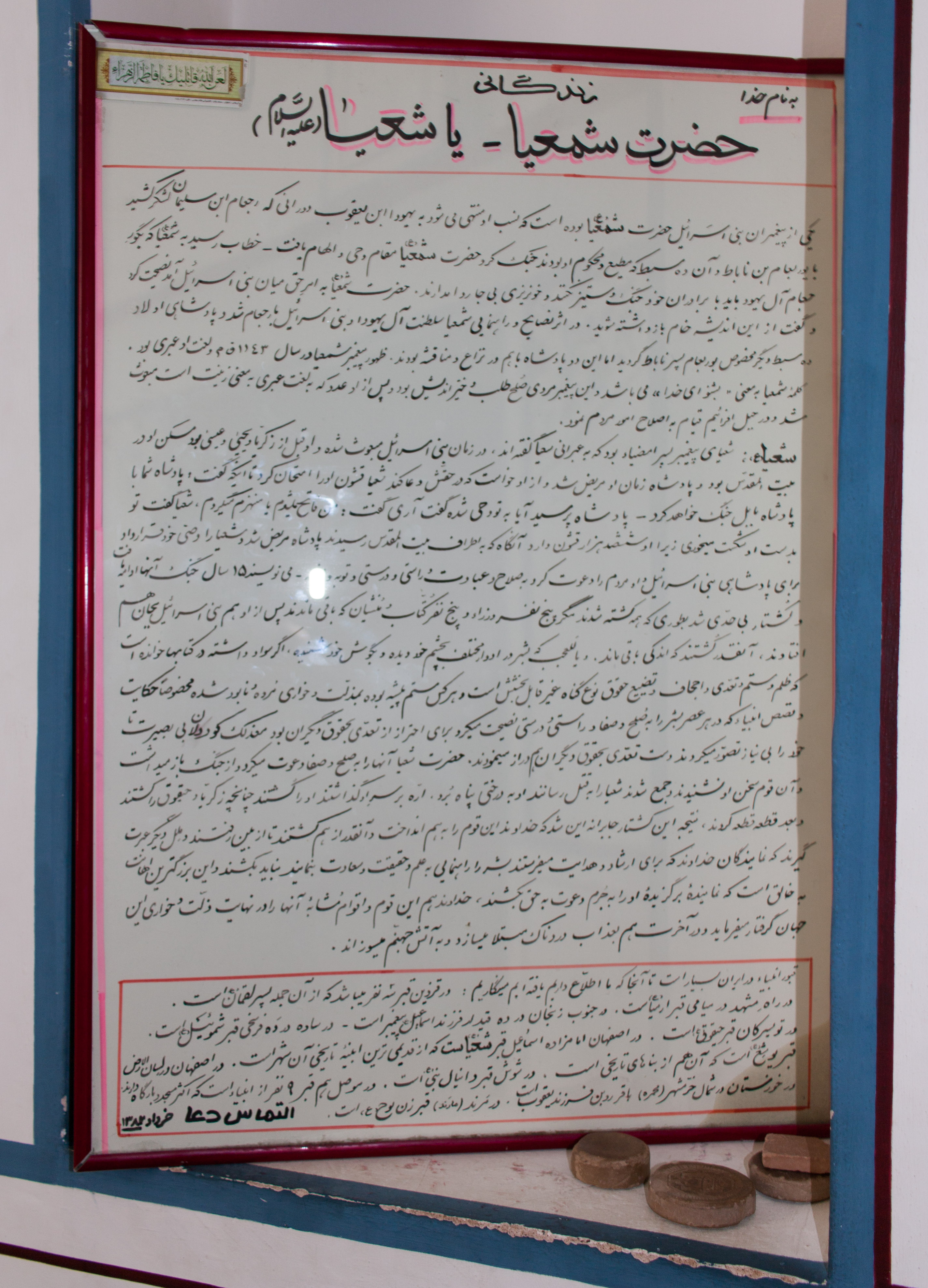
تابلوی توضیحات در مورد اشعیا نبی
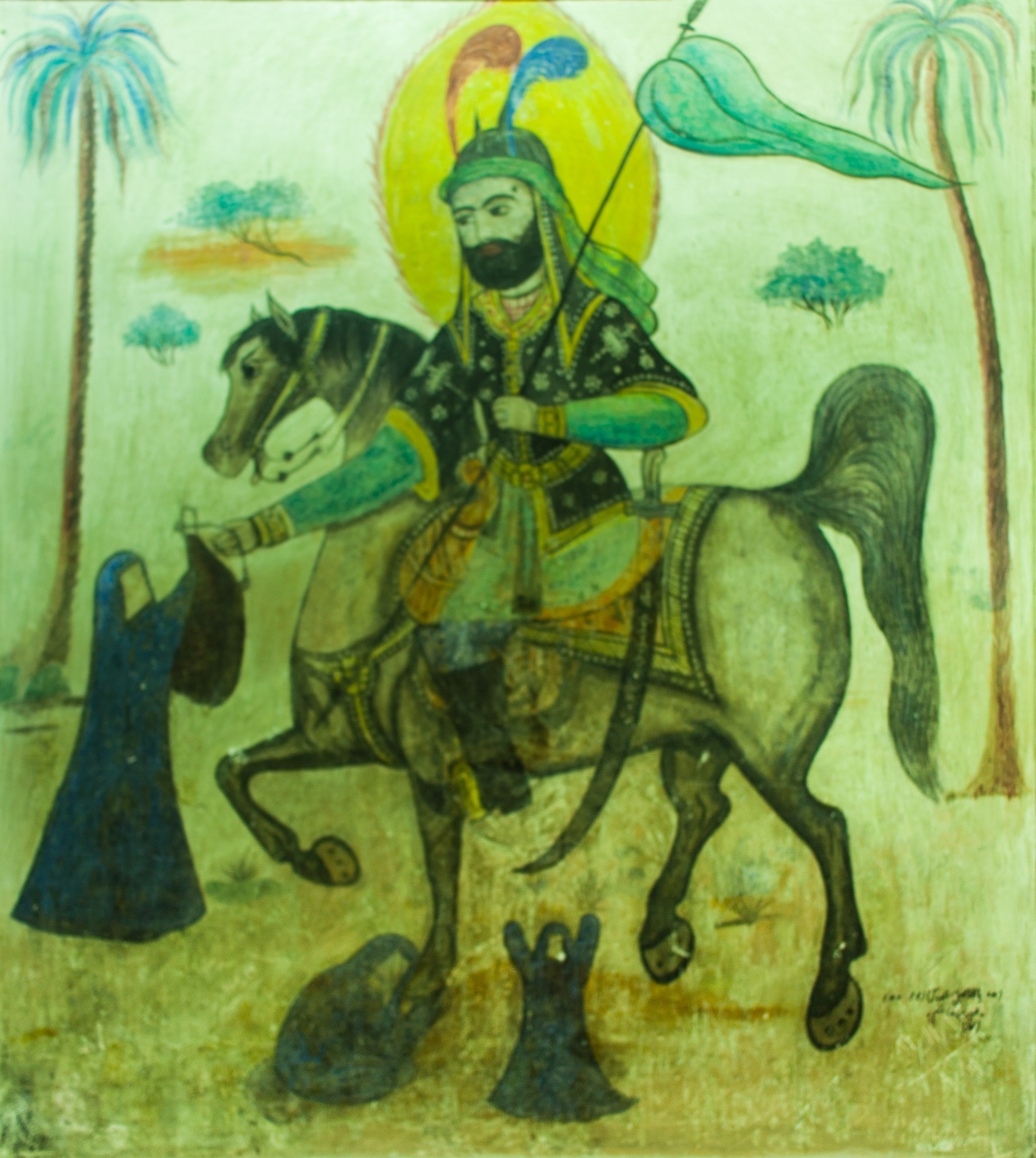
دیوارنگاره علی در حال کمک به نیازمندان
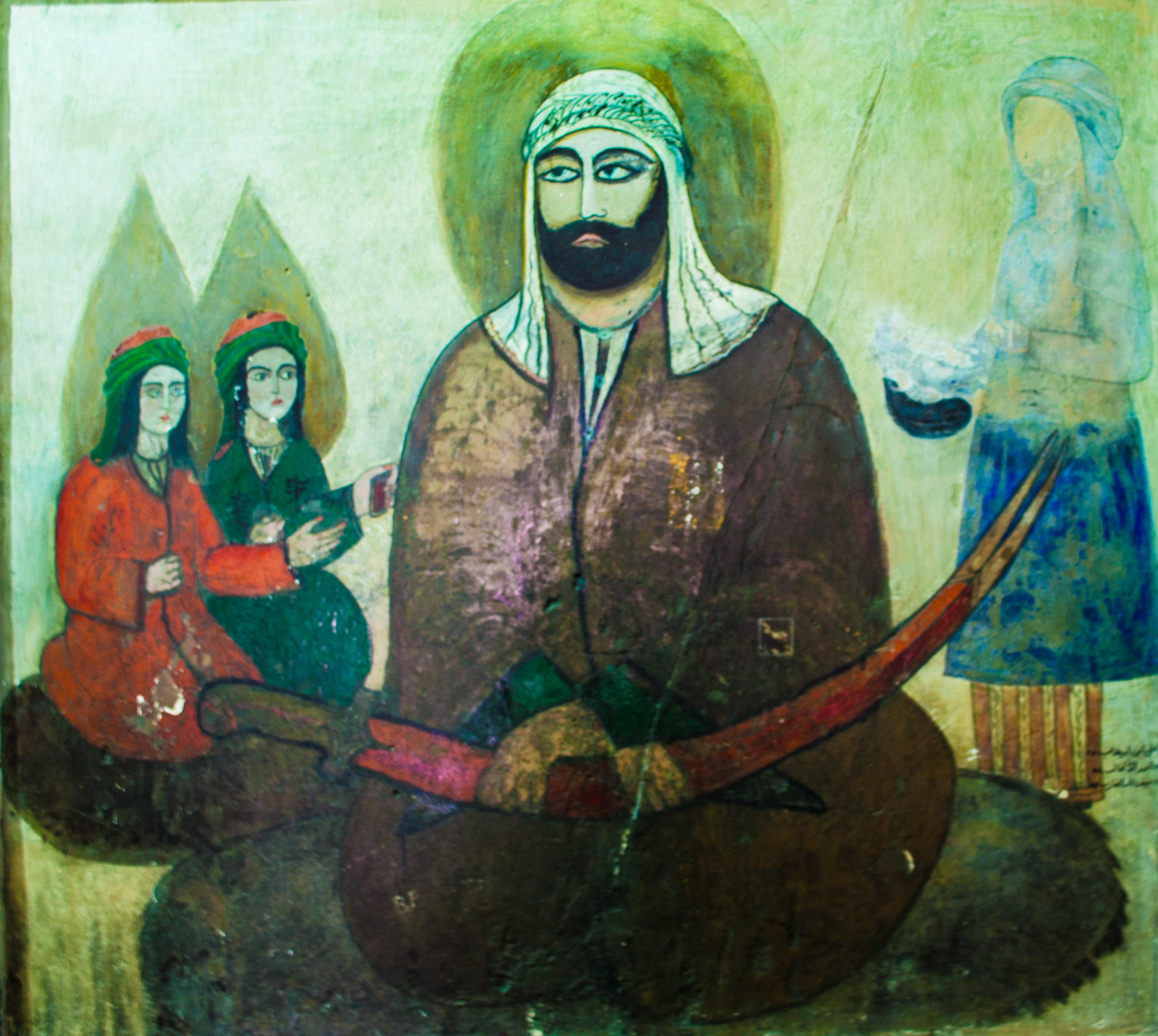
دیوارنگاره  علی و حسن و حسین
ضریح امازاده و درب اصلیضریح امازاده و درب اصلی